# یواس‌اس کراولی (دی‌ئی-۳۰۳)

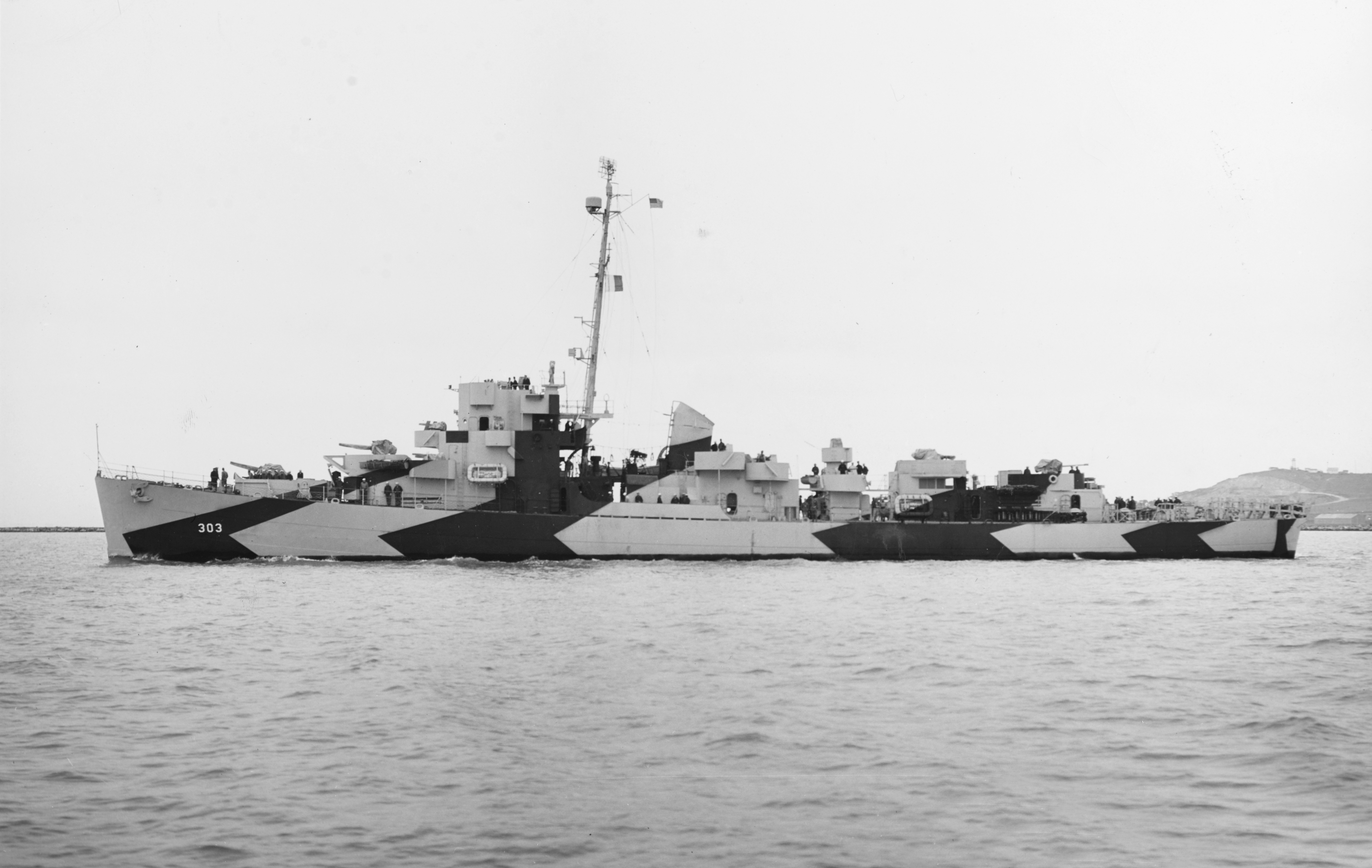
یو اس اس کراولی در 2 آوریل 1944 در نزدیکی کشتی سازی دریایی جزیره Mare

یواس‌اس کراولی (دی‌ئی-۳۰۳) (به انگلیسی: USS Crowley (DE-303)) یک کشتی بود که طول آن ۲۸۹ فوت ۵ اینچ (۸۸٫۲۱ متر) بود. این کشتی در سال ۱۹۴۳ ساخته شد.